# Hannes Langrock
Hannes Langrock (* 21. Mai 1983 in Leipzig) ist ein deutscher Schachspieler. Seit 2009 ist er ein Internationaler Meister (IM). 

## Leben
Im Alter von sieben Jahren lernte er das Schachspielen von seinem Vater. 1991 trat er seinem ersten Verein, der SG Turm Leipzig bei. 1997 zog seine Familie nach Hamburg um, wo er das Carl-von-Ossietzky-Gymnasium besuchte. Er spielt nach dem Umzug für den Hamburger SK. Er war in der deutschen Schachbundesliga von der Saison 2002/03 bis zur Saison 2006/07 als Reservespieler gemeldet, kam aber nur in der Saison 2004/05 zum Einsatz und spielte ansonsten überwiegend mit der zweiten Mannschaft des Hamburger SK in der 2. Bundesliga Nord. Von der Saison 2014/15 bis zur Saison 2016/17 spielte er für die Schachgemeinschaft Leipzig, in der Saison 2017/18 gehört er dem ESV Nickelhütte Aue an. Für ChessCafe.com schrieb er von Februar 2007 bis Januar 2008 die Kolumne From the Sidelines, von Dezember 2006 bis 2012 veröffentlichte er im ChessBase Magazin und schreibt weiterhin Rezensionen für ChessBase.

## Erfolge
Bei der deutschen Einzelmeisterschaft U11 belegte er 1994 in Torgelow hinter Ferenc Langheinrich den zweiten Platz. 1995 wurde er in Eberstadt mit der SG Turm Leipzig deutscher Mannschaftsmeister U13; 1999 dann mit dem Hamburger SK in der Altersklasse U16. 2002 gewann er in Baden-Baden den Dähne-Pokal nach Blitzentscheidung gegen Ulf von Herman, 2006 verlor er im Finale des Dähne-Pokals in Kaiserslautern nach Blitzentscheidung gegen Bernd Kohlweyer.
Seit März 2009 trägt er den Titel Internationaler Meister. IM-Normen erzielte er in seiner ersten Schachbundesligasaison, der Saison 2004/05, einem IM-Turnier des Hamburger SK im Januar 2005, dem Spiltan & Pelaro IM-Turnier im Juni 2006 in Göteborg sowie der EU-Meisterschaft im September 2008 in Liverpool. Seine Elo-Zahl beträgt 2359 (Stand: März 2025). Seine bisher höchste lag bei 2432 im Oktober 2005.

## Veröffentlichungen
- Mit Matthias Wahls und Karsten Müller: Modernes Skandinavisch, Band 2. Chessgate, Nettetal 2006, ISBN 3-935748-13-2.
- The Modern Morra Gambit: A Dynamic Weapon Against the Sicilian. Russell Enterprises, Milford 2007, ISBN 1-888690-32-1.
- French Defense: The Solid Rubinstein Variation. Russell Enterprises, Milford 2014 (2. erweiterte Auflage 2018), ISBN 978-1-941270-05-9.